# Трансавангард
Трансавангард (на английски: Transavantgarde или на италиански: transavanguardia, от на латински: trans и на френски: avant-garde, означаващо след или извън авангарда) е течение в европейската живопис, представляващо италианския вариант на неоекспресионизма.

## История
Стилът възниква от италианското движение Arte Povera. Един от първите представители на това движение е художникът от гръцки произход Янис Кунелис. Като понятие трансавангард е използвано за първи път от италианския художествен критик Акиле Бонито Олива, за да определи дейността на група млади италиански художници в това число Франческо Клементе, Сандро Киа, Енцо Куки, Никола де Мариа, Мимо Паладино и др., които работят в стил неоекспресионизъм.